# Elephantomyia (Elephantomyia) chiriquiana
Elephantomyia (Elephantomyia) chiriquiana is een tweevleugelige uit de familie steltmuggen (Limoniidae). De soort komt voor in het Neotropisch gebied.